# Porțiunea malului abrupt al Nistrului de lângă satul Naslavcea
Porțiunea malului abrupt al Nistrului de lângă Naslavcea este un monument al naturii de tip geologic sau paleontologic în raionul Ocnița, Republica Moldova. Este amplasat între satele Naslavcea și Lencăuți, ocolul silvic Otaci, Lencăuți, parcelele 1-3. Cu o suprafață de 308 ha, este cea mai întinsă arie protejată din categoria monumentelor naturii geologice sau paleontologice din țară. 150 ha sunt administrate de Primăria comunei Lencăuți, iar Întreprinderea pentru Silvicultură Soroca administrează 158 ha.

## Descriere

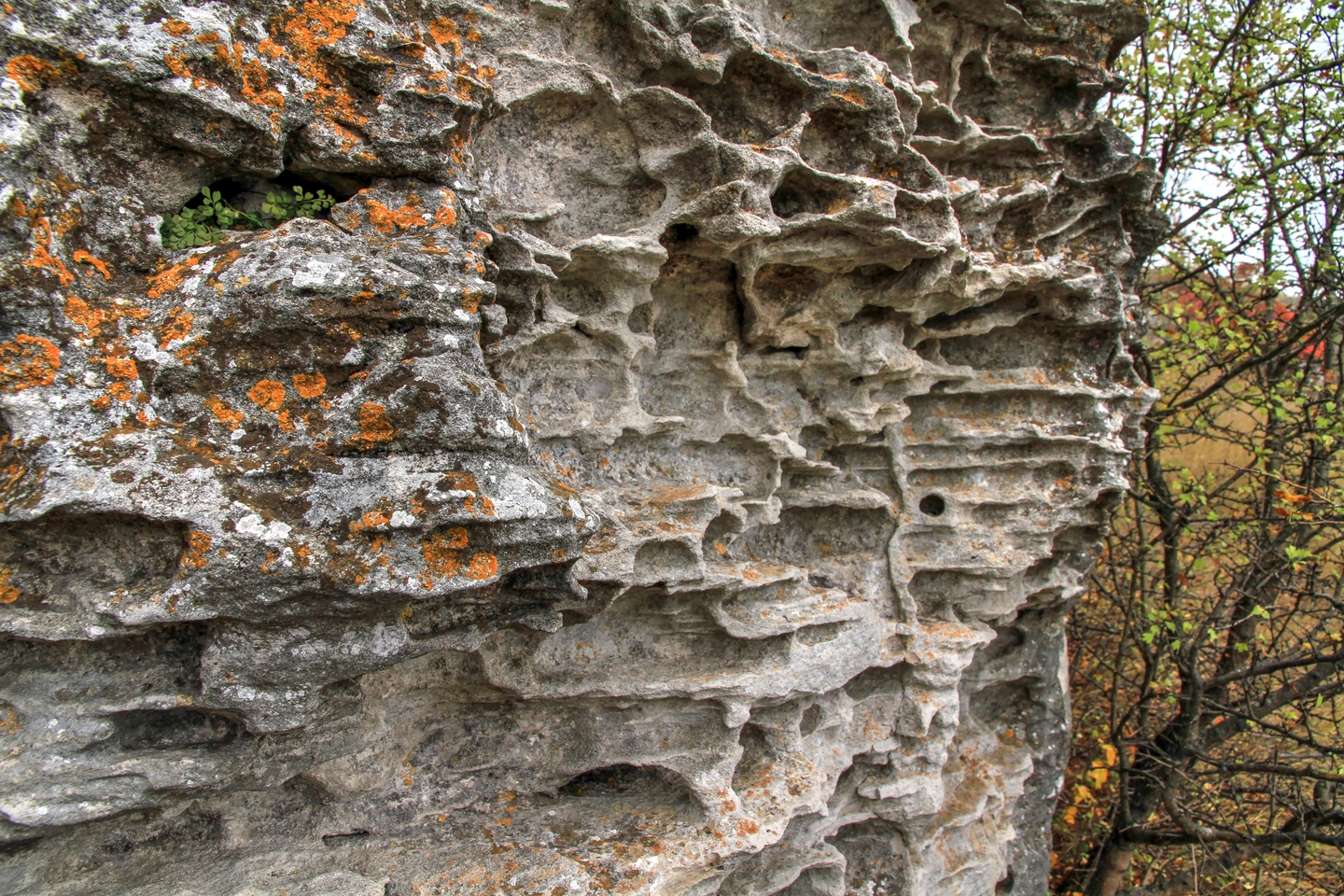
Roci

Pe cursul fluviului Nistru, la 400 m de la cascadă pe râulețul Mereșeuca, deasupra șisturilor oxidate de Mereșeuca își fac apariția șisturile de Naslavcea de culoare neagră. În același loc se găsește o fractură de-a lungul căreia are loc o decroșare cu azimutul de 170° și căderea de 34°. Amplitudinea dislocării alcătuiește 1,5 m. A doua decroșare se găsește la 600 m, are un unghi de 190°, cădere spre vest de 25° și amplitudinea de 1,1 m; pe suprafața terestră trece în râpă. La 900 m de la aceeași cascadă sunt așezate șisturile de Naslavcea cu concrețiuni de fosforite, care pot fi observate mai ales în râpa din Lencăuți. Peste 950 m, la contactul Vendian-Cretacic urmează fosforite secundare, rotunjite.
În satul Verejeni, la contactul Vendian-Cretacic, malul abrupt cade sub un unghi de 3-5° spre vest. În aceeași localitate, în preajma bisericii poate fi observat următorul afloriment, de jos în sus:
- depozite vendiane la 50 m de la nivelul Nistrului;
- depozite cretacice cu resturi fosile de vârstă cenomaniană cu grosimea de 34 m;
- conglomerate de cremene compactă, 8,5 m;
- nisipuri badeniene, 8,3 m;
- grohotișuri, 7,5 m;
- nisipuri acvifere de vârstă volhiniană, de „Carpov Iar”, 2,5 m;
- calcare de vârstă volhiniană, de Visoca, la altitudinea de 188 m;
- argile, marne și patră litografică de aceeași vârstă.

## Statut de protecție

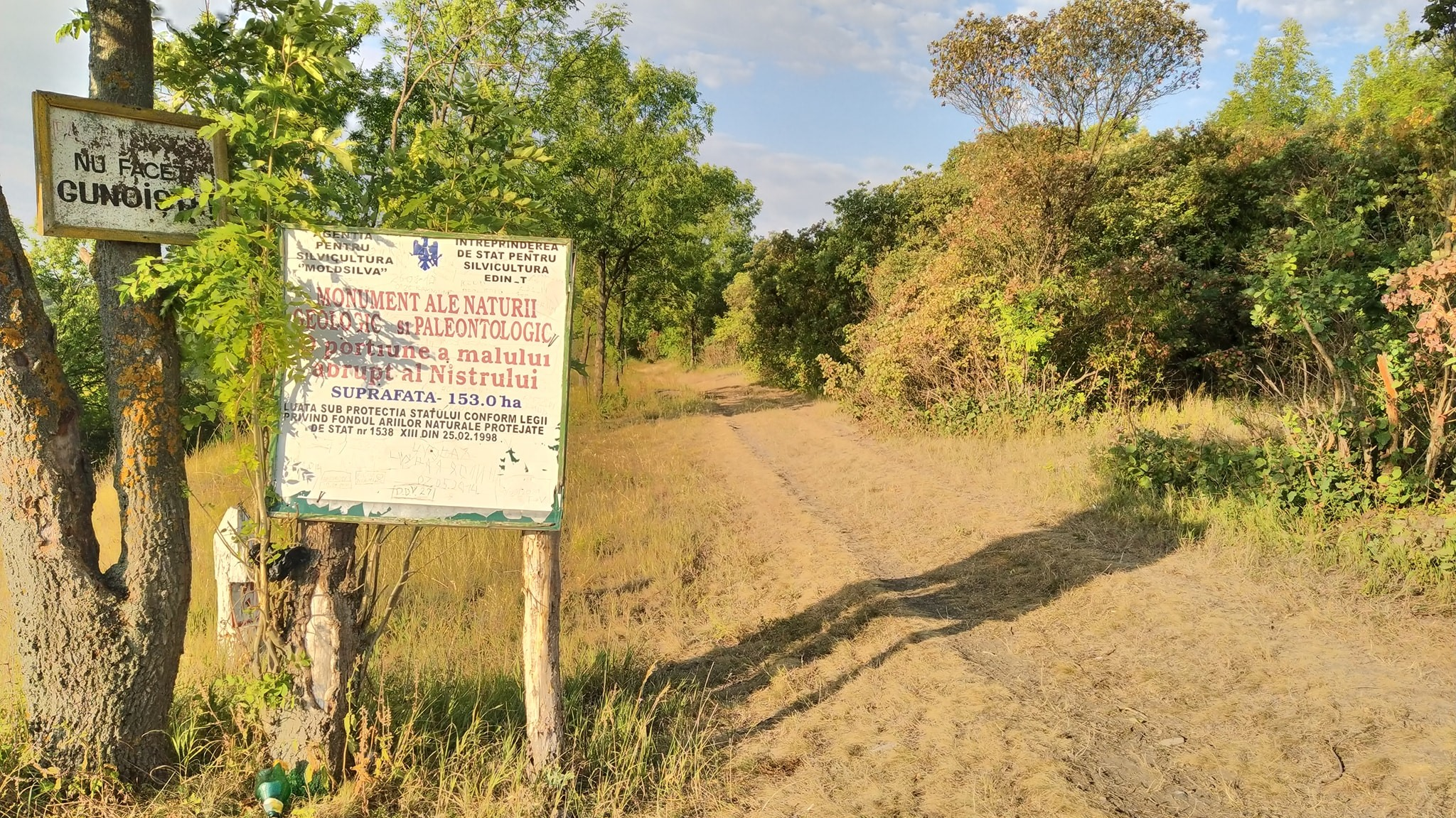
Panou informativ

Obiectivul a fost luat sub protecția statului prin Hotărîrea Sovietului de Miniștri al RSSM din 13 martie 1962 nr. 111, iar statutul de protecție a fost reconfirmat prin Hotărîrea Sovietului de Miniștri al RSSM din 8 ianuarie 1975 nr. 5 și Legea nr. 1538 din 25 februarie 1998 privind fondul ariilor naturale protejate de stat. Deținătorii funciari ai monumentului natural erau, la momentul publicării Legii din 1998, Întreprinderea Agricolă „Nistru”, care administra 150 ha, și Gospodăria Silvică de Stat Soroca, deținătoare a restului de 158 ha. Între timp, cele 150 ha au trecut de la Întreprinderea Agricolă „Nistru” la Primăria comunei Lencăuți, iar Gospodăria Silvică de Stat Soroca a fost redenumită în Întreprinderea pentru Silvicultură Soroca.
Situl prezintă interes științific de importanță regională pentru eforturile de cartare geologică și studiu stratigrafic al formațiunilor sedimentare ale Platformei Est-Europene. Este important și din punct de vedere geomorfologic, studierea lui explicând apariția formelor de relief din regiune.
Conform situației din anul 2016, aria naturală are un panou informativ, dar acesta este învechit. Pentru a valorifica potențialul turistic al sitului, este necesară introducerea zonei în trasee turistice. De asemenea, este necesară intensificarea cercetărilor paleontologice și geologice.

## Galerie de imagini

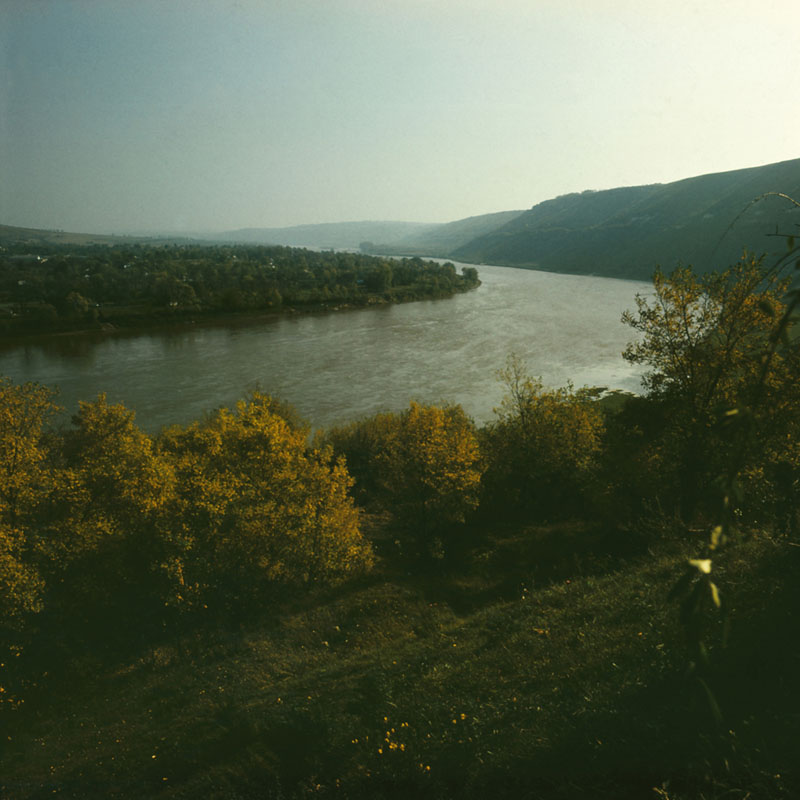
Anii 1980
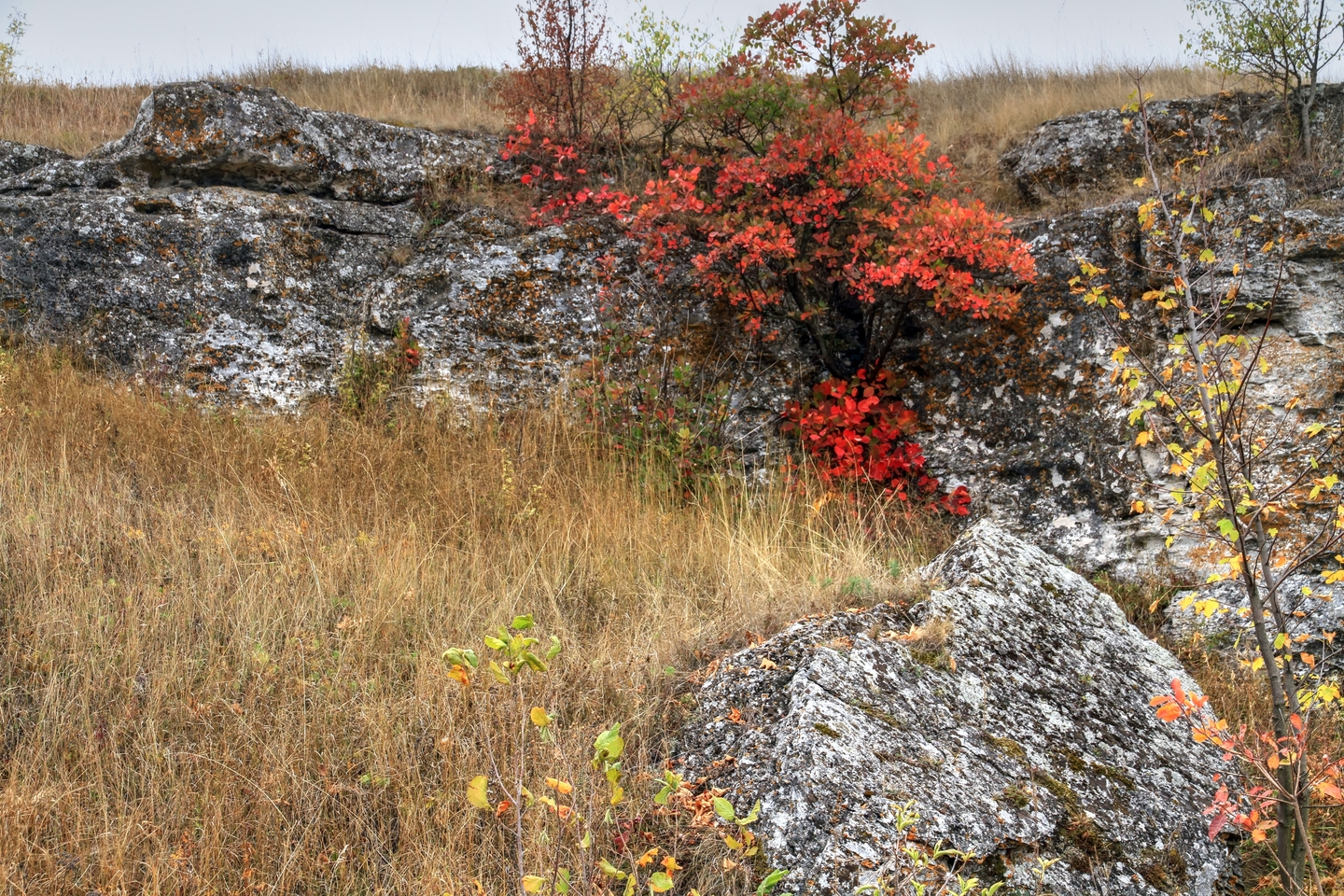
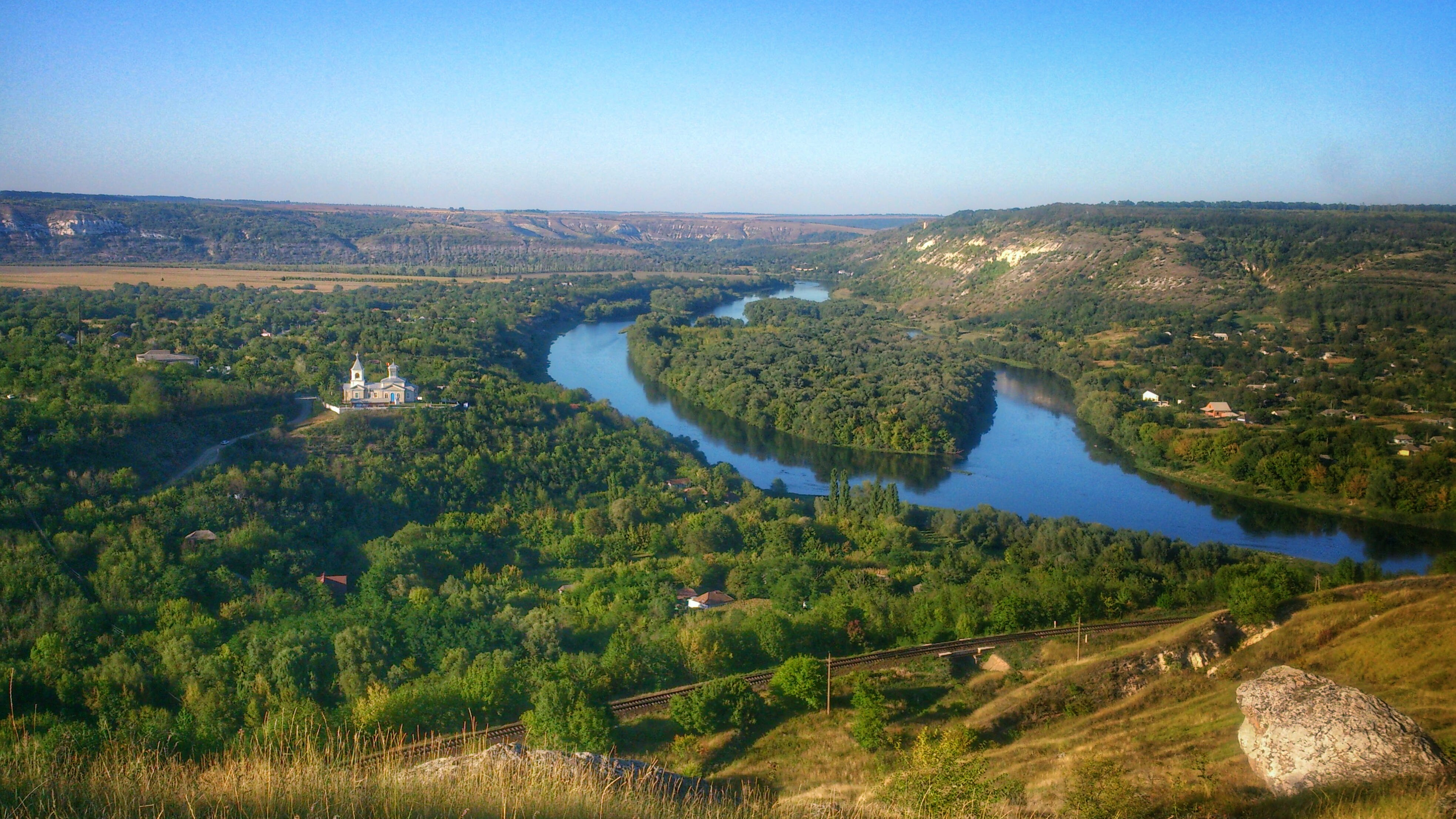
Vedere de pe mal spre satul Naslavcea și malul ucrainean
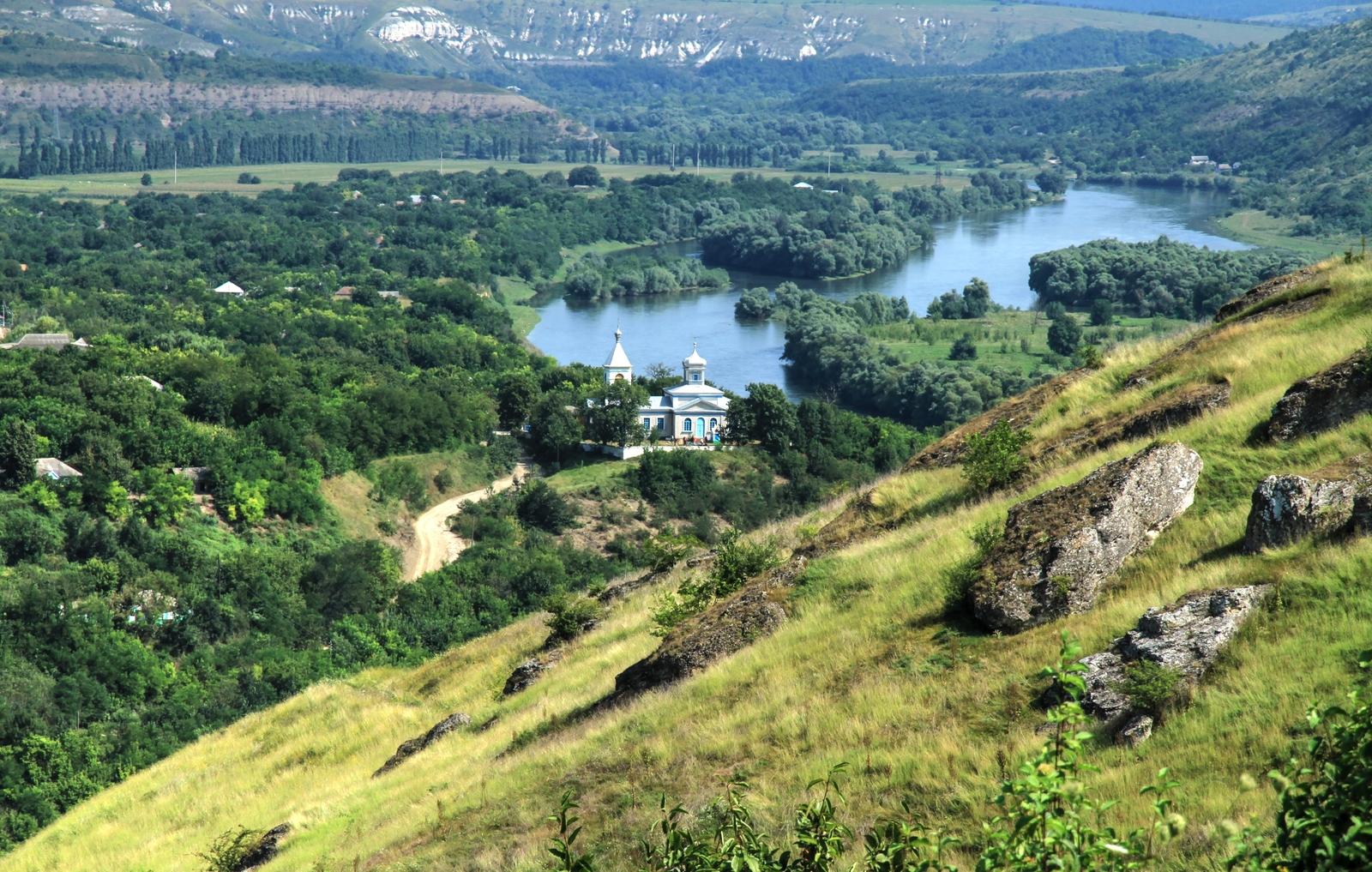
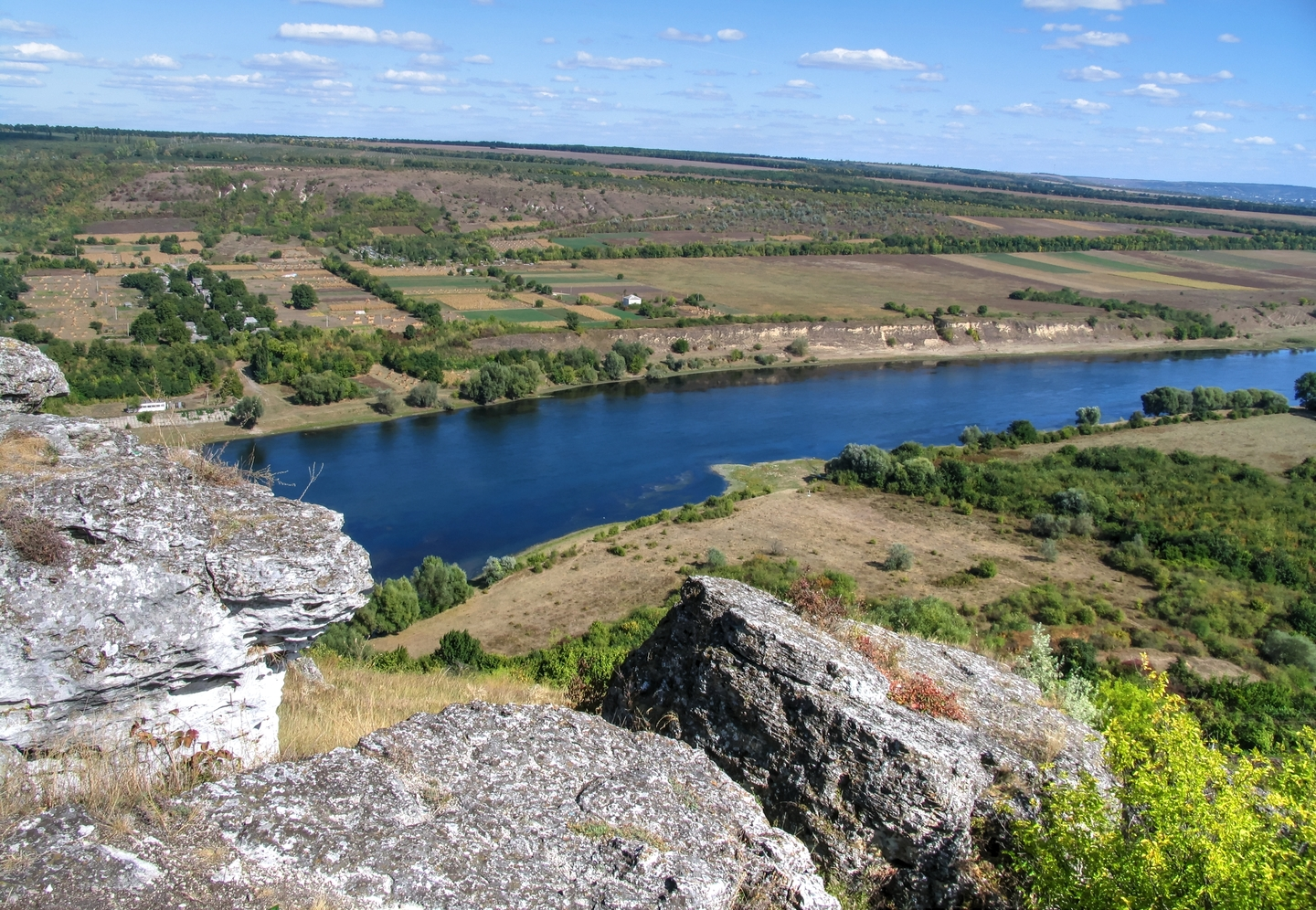
Vedere spre Nistru
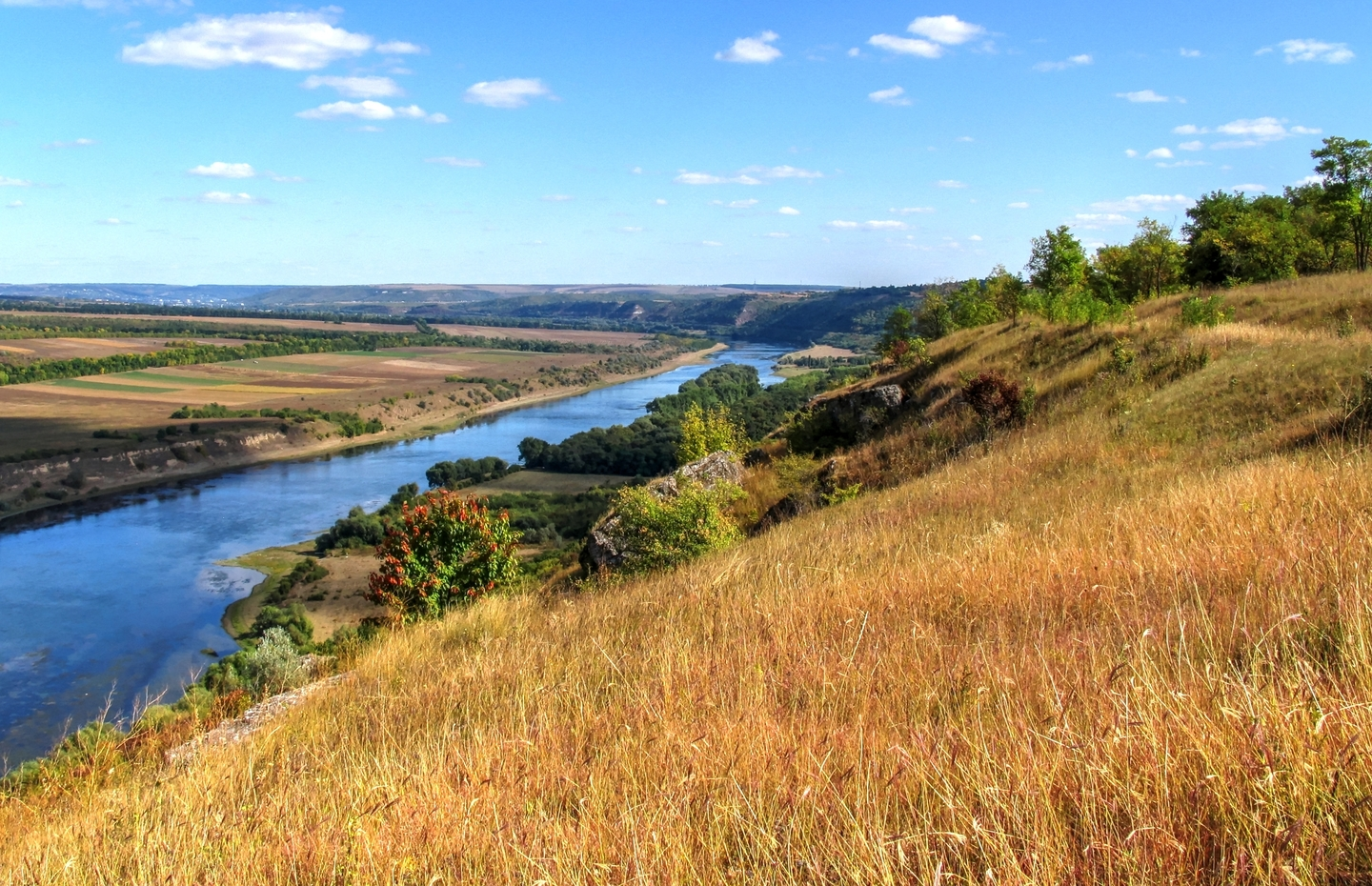
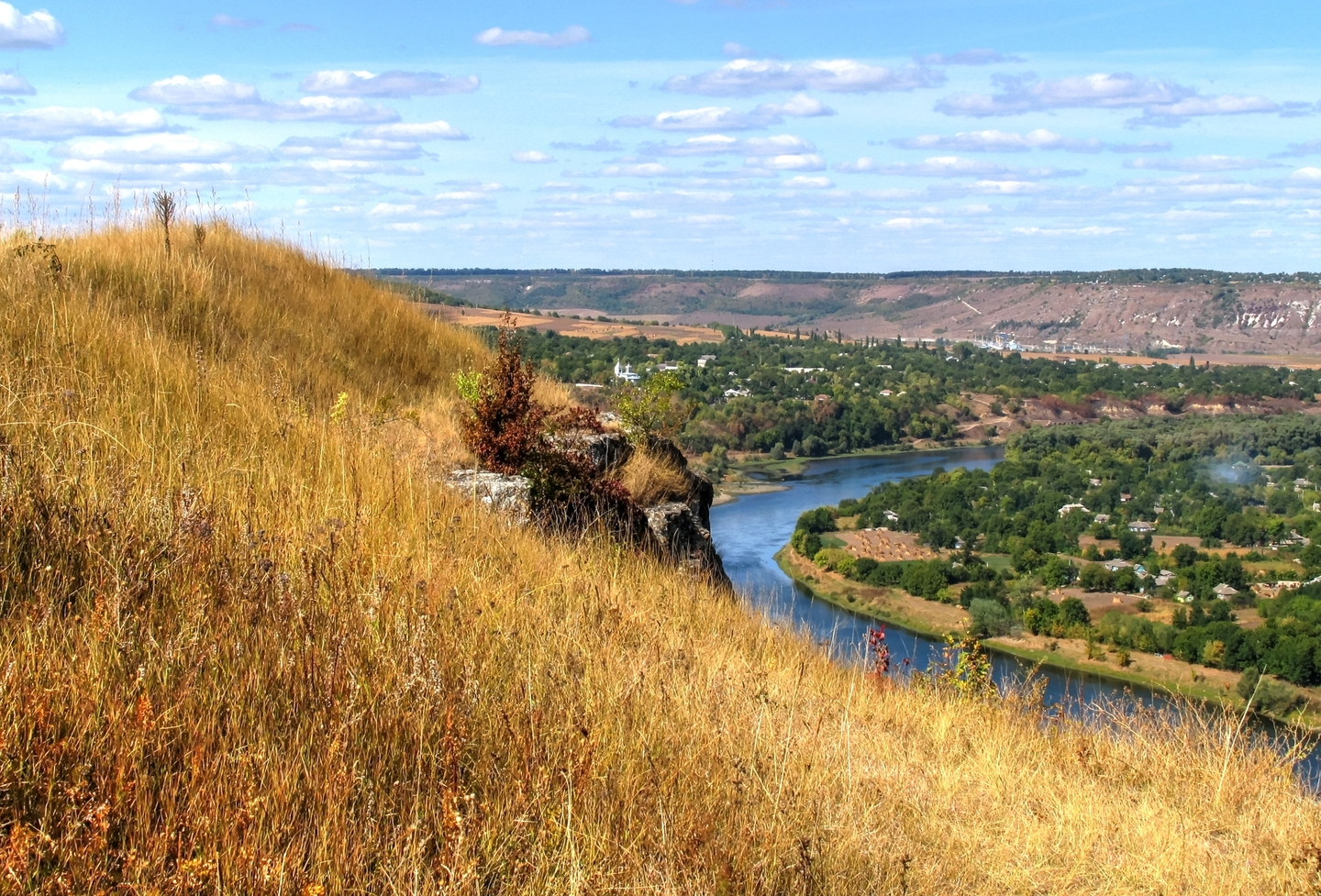
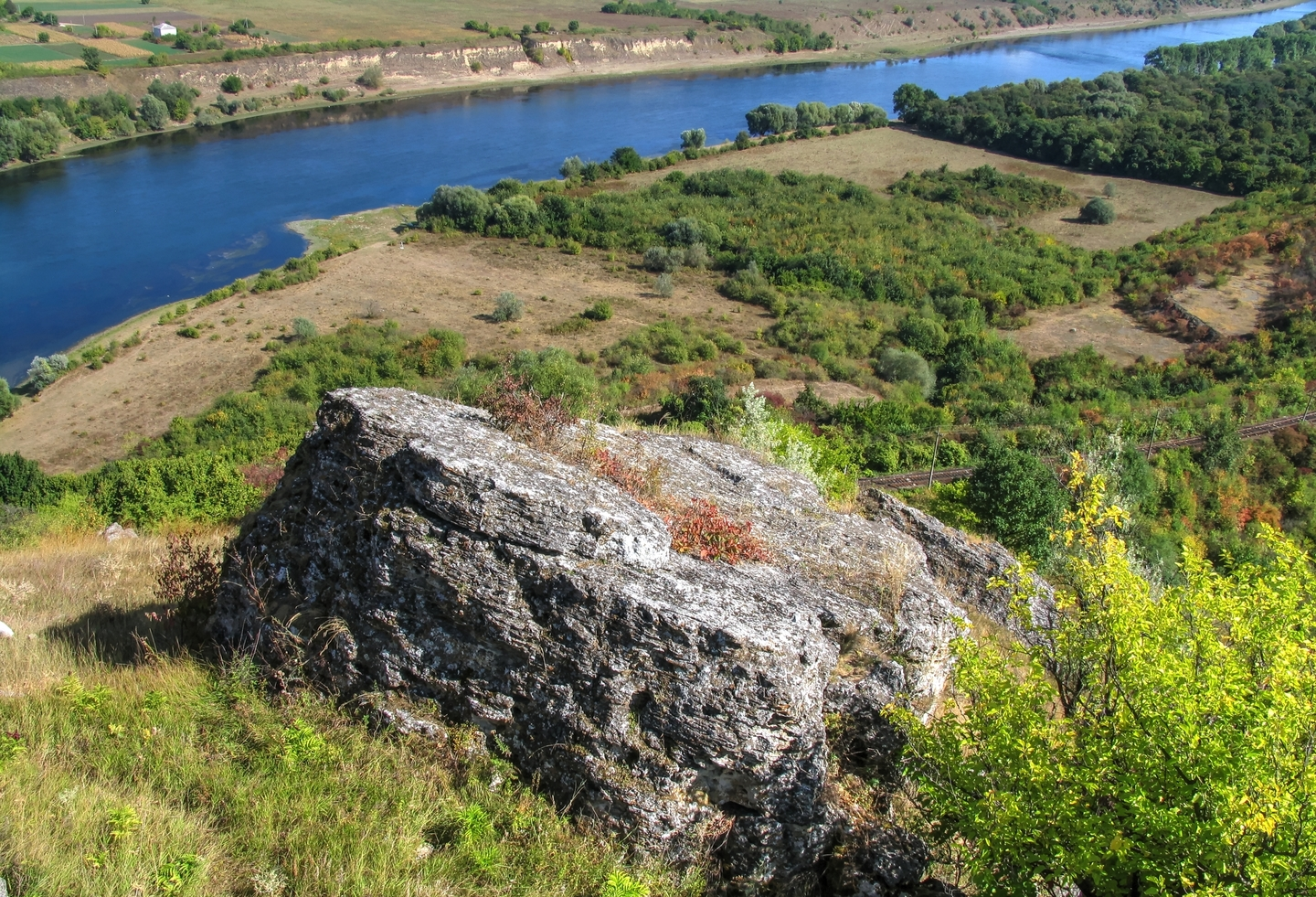